# Bigger Than Us
«Bigger Than Us» (español: «Más Grande que Nosotros») es una canción de Miley Cyrus como Hannah Montana, incluido en el álbum Hannah Montana 2: Meet Miley Cyrus, siendo la octava en el álbum. La canción es acerca de creer en el amor, algo que es "más grande que nosotros".

## Posicionamiento
| País     | Lista              | Mejor posición |      |
| 2010     | 2010               | 2010           | 2010 |
| -------- | ------------------ | -------------- | ---- |
| Suiza    | ITunes Switzerland | 65             |      |
| Portugal | ITunes Portugal    | 94             |      |
| Grecia   | ITunes Greece      | 104            |      |
| Alemania | ITunes Germany     | 103            |      |
| Bélgica  | ITunes Bélgica     | 57             |      |